# Hiisi
Hiisi è un personaggio della mitologia finlandese e uno dei personaggi del poema Kalevala e dimora a Hiitola, una regione desolata nei pressi di Pohjola. 
Nella tradizione orale della mitologia finlandese pre cristiana Hiisi si configura come uno spirito maligno associato alle foreste, ai corsi d'acqua ed alle colline ed è il nonno di Ajatar, un malvagio spirito femminile.
Conosciuto come Juutas (adattamento di "Giuda" dopo l'avvento del cristianesimo) ha assunto l'aspetto di un demòne.
Oggi il personaggio di Hiisi, spirito che in origine rappresentava le forze inesplicabili e pericolose della natura, contiene diverse analogie con l'inglese goblin, anch'essa creatura maligna ricordata nel folclore e poi trasmigrata nella letteratura fantasy.
Secondo Michele Agricola (un vescovo luterano vissuto in Finlandia) Hiisi è anche il nome della divinità mitologica careliana che dava la selvaggina.

## Lingua e letteratura
Nel Kalevala Hiisi sembra già aver subito l'influenza del cristianesimo in quanto viene associato a Lempo.
Hiisi, spesso confuso od associato alla figura di Lempo, è in realtà un'entità a sé stante ed un particolare momento in cui si evince questa teoria si trova nell'ottavo runo del Kalevala, dove nel 160° verso Lempo ed Hiisi fanno in modo che Väinämöinen si ferisca con la propria ascia. Un punto questo dove Hiisi (citato anche come maligno) compie delle azioni con Lempo ma non è la stessa entità.
Hiisi pontta pyörähytti, 

Lempo tempasi tereä, 

Paha vartta vaapahutti. 

Kävipä kivehen kirves, 

kasa kalkkoi kalliohon; 

kirves kilpistyi kivestä, 

terä liuskahti liha'an, 

polvehen pojan pätöisen, 

varpahasen Väinämöisen. 

Sen Lempo lihoille liitti, 

Hiisi suonille sovitti: 

veri pääsi vuotamahan, 

hurme huppelehtamahan.»
Hiisi fe' girar la punta, 

tirò a sé la lama Lempo, 

scivolar la fe' il Maligno (è Hiisi, non Lempo). 

Sì che urtò contro la rupe 

e batté contro lo scoglio; 

guizzò l'ascia dalla rupe, 

scivolò la lama dentro 

alla carne del ginocchio 

dell'altero Väinämöinen. 

Nelle carni Lempo, ed Hiisi 

la aggiustò dentro le vene: 

ecco il sangue, ad inondare 

ed a fiotti zampillare.»
(Traduzione del testo originale in italiano del 1910 )
Nel Kalevala Hiisi possiede un alce che viene catturato da Lemminkäinen.